# Riksdagen 1612
Riksdagen 1612 ägde rum i Stockholm. Vid denna riksdag framträdde Gustav II Adolf första gången som kung.
Ständerna sammanträdde den 6 november 1612. 
Gustav Adolf fick av ständerna stöd de skatter som var nödvändiga för de pågående krigen med Ryssland och Danmark. Adeln fick tillsägelse att bättre leva upp till den rusttjänst de åtagit sig för att få sina adelsprivilegiere.  
Riksdagen avslutades den 24 november 1612.
I december inleddes sedan förhandlingarna som i januari 1613 ledde till Freden i Knäred. Summan som där krävdes för betalning av Älvsborgs andra lösen behandlades och beviljades sedan i en så kallad utskottsriksdag, med mycket begränsat deltagande, under tre veckor i Stockholm. 